# Sven Alkalaj
Sven Alkalaj (Sarajevo, 11. studenog 1948.), bosanskohercegovački političar, bivši ministar vanjskih poslova Bosne i Hercegovine.
Alkalaj je rođen 11. studenog 1948. u Sarajevu. Otac mu je židov sefardskog podrijetla, a majka Hrvatica. Alkalaj je odgojen u očevoj vjeri, kao Židov. Očeva obitelj je za vrijeme Španjolske inkvizicije pobjegla iz Španjolske i smjestila se u Bosni i Hercegovini. 2006. godine Alkalaj je dobio hrvatsko državljanstvo preko majčinog podrijetla. Alkalaj je ujedno i jedini član Vijeća Ministara BiH iz reda ostalih. Obavljao je dužnost veleposlanika Bosne i Hercegovine u Washingtonu, SAD, u periodu od 1994. do 2000. godine. Od 2004. do 2007. godine je veleposlanik BiH u Kraljevini Belgiji. Član je Stranke za Bosnu i Hercegovinu. 
Aktivno govori engleski i francuski jezik.